# سفارة السنغال في ألمانيا
سفارة السنغال في ألمانيا هي أرفع تمثيل دبلوماسي لدولة السنغال لدى ألمانيا. تقع السفارة في برلين وهي تهدف لتعزيز المصالح السنغالية في ألمانيا.

## وصلات خارجية
- الموقع الرسمي
- قائمة سفارات السنغال
- قائمة السفارات في ألمانيا